# Алкиној
Алкиној (грч. Αλκίνοος, лат. Aleinous ) је био митски краљ Феачана, син и наследник краља Науситоја, отац Наусикаје која је помогла бродоломнику Одисеју.
Алкинојев лик је оживео тек после археолошких открића у деветнаестом веку, када се испоставило да Хомеров опис палате краља Алкиноја, одговара тачно палати коју су, 1884. године открили Шлиман и Дорпфелд у Тиринту:
„Високи плафони и украшени зидовима, понегде прекривени и бронзаним деловима, и то са обе стране, од прага па све до краја зида нагоре...“

## Митологија
Алкиној, краљ митских Феачана је примио краља итачког Одисеја, када је он након бродолома дошао до његовог острва. Алкиној је, не питајући га како се зове, ни ко је, приредио у његову част свечану гозбу и спортске игре.
Велики део Одисеје чини Одисејево препричавање његових пустоловина Алкиноју и гостима на забави, а када се, по Одисејевим речима и делима, уверио да пред собом има славног јунака из Тројанског рата, Алкиној је Одисеја обасуо богатим поклонима и даровао му брод којим је Одисеј отпловио кући, на Итаку.
Игре које је у част Одисеја Алкиној приредио било је такмичење у скоковима, трчању, бацању диска, боксовању и рвању, слично петобоју који је уведен тек на 18. олимпијским играма - 708. п. н. е..